# Manuel Albino Morim Maçaes
Manuel Albino Morim Maçaes, més conegut com a Bino, és un exfutbolista portugués. Va nàixer a Póvoa de Varzim el 19 de desembre de 1976. Ocupava la posició de migcampista.

## Clubs
- 91/92 Rio Ave FC
- 92/93 FC Porto
- 93/94 SC Salgueiros (cedit)
- 94/95 CF Os Belenenses (cedit)
- 95/97 FC Porto
- 97/98 CS Marítimo (cedit)
- 98/01 Sporting de Lisboa
- 01/03 CD Tenerife
- 03/05 CS Marítimo
- 05/09 Moreirense FC